# Морские черепахи (фильм)
«Морские черепахи» (англ. «Loggerheads») — драма, состоящая из трёх маленьких семейных трагедий, объединённых сходством сюжета.

## Сюжет
Фильм состоит из трёх похожих, но не связанных между собой историй.
Грэйс пытается разыскать сына, от воспитания которого она когда-то отказалась. Но это не так-то просто. Закон штата Северная Каролина защищает детей от назойливых матерей, лишённых родительских прав.
Молодой ВИЧ-инфицированный бездомный гомосексуал Марк в 17-летнем возрасте покинул дом своих набожных приёмных родителей, когда понял, что они никогда не примут его сексуальность. На пляже Марк занимается спасением морских черепах, которые, следуя материнскому инстинкту, возвращаются на берег, где они когда-то родились, чтобы отложить свои собственные яйца. Здесь парень знакомится с хозяином гей-мотеля по имени Джордж, который даёт ему приют и ночлег.
Десять лет тому назад приёмный сын Элизабет ушёл из дома. И теперь женщина пытается убедить своего властного супруга, баптистского священника, пересмотреть взгляды на порочную сексуальность и «ненормальный» образ жизни их сына.

## В ролях
| Актёр         | Роль          |
| ------------- | ------------- |
| Кип Парду     | Марк          |
| Майкл Келли   | Джордж        |
| Тесс Харпер   | Элизабет      |
| Адриан Ли     | Линда         |
| Тэмми Арнольд | Патти         |
| Крис Сарандон | Роберт Остин  |
| Бонни Хант    | Грэйс Беллами |

## Награды
Фильм участвовал в конкурсных программах следующих фестивалей:
| Год  | Премия                   | Номинация                                 | Победил? |
| ---- | ------------------------ | ----------------------------------------- | -------- |
| 2005 | Кинофестиваль «Аутфест»  | Приз Большого жюри (Тим Киркман)          | Да       |
| 2005 | Кинофестиваль в Нэшвилле | Лучший художественный фильм (Тим Киркман) | Да       |
| 2005 | Кинофестиваль «Sundance» | Приз Большого жюри (Тим Киркман)          | Нет      |